# Rangers de Paris
Maillots
Les Paris Rangers était un club français de football américain basé à Paris et à Saint-Mandé. Ce club fut fondé en 1984 et disparait en 1993 en fusionnant avec les Crazy Lions de Sèvres pour former les Frelons de Paris.
Ses 3 Fondateurs venaient des Hurricanes de Paris : Didier Zouari (Président), Gérard Lafont (entraîneur) et Lionel Allegret (Quarterback).
Ses joueurs venaient de toutes les couches sociales: des étudiants, des avocats, des traders, des kinés, des voyous, des flics..
Ses axes directeurs de jeu étaient le Fair Play et le "Contact".
Finale du Casque d'Argent en 1985.
Quelques Marines de l'ambassade des USA y ont joué.
Première division en 1986.
Des entrainements communs et la participation des joueurs des Spartacus et des Castors ont permis une croissance rapide.
Gérard Lafont et Didier Zouari, anciens membres de l'équipe de France 1985 ont joué au Championnat d'Europe à Milan.
Les Rangers ont été aidés par le Head Coach de Wilcox High School, John Sepulveda.
Plusieurs joueurs des SCU Broncos (Santa Clara University) en Californie y ont joué entre 1988 et 1993.
Notamment Matt Shaw, MVP.
Leur repaire était le bar restaurant 1929, à Bastille chez Juan Bardy.
Philippe Bocciarelli ancien Rangers a ensuite joué en semi pro en Californie.
Les jeunes du club furent champions de France de flag football en 1992.

## Palmarès
- Vice-champion de France D2 : 1986